# Đảo Đông Đính
đảo Đông Đính (tiếng Trung: 東碇島 / 東椗島; bính âm: Dōngdìng Dǎo; Bạch thoại tự: Tang-tiāⁿ) rộng 0,0160 km2, thuộc trấn Kim Hồ, huyện Kim Môn, tỉnh Phúc Kiến, Trung Hoa Dân Quốc (Đài Loan). Đây là đảo cực nam của huyện Kim Môn.
Đảo Đông Đính cách bờ biển Đại lục 13 km,  và cách 25 km về phía nam- tây nam của đảo Kim Môn. Đảo được mô tả là một tảng đá trơ chọi, cao 55 m với các vách đá dựng đứng. Đỉnh của đảo có cỏ bao phủ, phần cực nam đảo nối với phần còn lại của đảo bằng một dải đất nhỏ. Các tàu đắm gần đảo không được đánh dấu và gây nguy hiểm cho hàng hải.
Đảo từng thuộc huyện Trừng Hải của phủ Chương Châu, sau nội chiến thì chính phủ Trung Hoa Dân Quốc giao đảo cho huyện Kim Môn quản lý. tuy nhiên hiện các bản đồ và tài liệu phía Trung Quốc đại lục thể hiện đảo thuộc khu Long Hải, thành phố Chương Châu.
Trên một tấm bảng gắn trên hải đăng của đảo thì công trình do David Marr Henderson thiết kế   và do A. M. Bisbee xây dựng vào năm 1871. Hải đăng có hình tròn và được sơn màu đen. Trong điều kiện thời tiết thuận lợi, có khả năng nhìn thấy ánh đèn từ khoảng cách 35 km.
Khi một nhà báo người Mỹ đến thăm đảo vào ngày 24-25 tháng 8 năm 1958 trong Khủng hoảng eo biển Đài Loan lần 2, quân Cộng sản và Quốc dân Đảng giao tranh tại vùng biển lân cận của đảo. Việc này được cho là một nỗ lực của phía cộng sản nhằm đổ bộ lên đảo.
Tháng 9 năm 1958, đảo Đông Đính nằm trong tuyên bố chính thức về việc phân định lãnh hải của Trung Quốc. Đến tháng 3 năm 1996, đảo Đông Đính được đưa vào làm một điểm trong đường cơ sở của lãnh hải Trung Quốc.
Năm 2005, sau khi hoàn toàn hạn chế với thường dân trong năm thập niên, đảo Đông Đính được chuyển giao từ quân quản sang cho chính quyền huyện Kim Môn quản lý.